# قمة مبادرة الشرق الأوسط الأخضر 2021
قمة مبادرة الشرق الأوسط الأخضر 2021 هي القمة الأولى لمبادرة الشرق الأوسط الأخضر وعقدت القمة في 25 أكتوبر 2021 بمدينة الرياض عاصمة المملكة العربية السعودية برئاسة الأمير محمد بن سلمان آل سعود ولي العهد نائب رئيس مجلس الوزراء وزير الدفاع بالمملكة العربية السعودية.

## المشاركين
- السعودية - الأمير محمد بن سلمان آل سعود ولي العهد نائب رئيس مجلس الوزراء وزير الدفاع (رئيس الاجتماع)
- قطر – الشيخ تميم بن حمد آل ثاني أمير دولة قطر
- الكويت – الشيخ مشعل الأحمد الصباح ولي العهد
- البحرين – الأمير سلمان بن حمد آل خليفة ولي العهد رئيس مجلس الوزراء
- الأردن – الأمير الحسين بن عبدالله الثاني ولي العهد
- الغابون - علي بونغو رئيس جمهورية الغابون
- ليبيا – محمد يونس المنفي رئيس المجلس الرئاسي
- اليمن - علي محسن الأحمر نائب رئيس الجمهورية
- الإمارات العربية المتحدة - الشيخ مكتوم بن محمد بن راشد آل مكتوم نائب حاكم دبي نائب رئيس مجلس الوزراء وزير المالية
- باكستان - عمران خان رئيس مجلس الوزراء
- اليونان - كيرياكوس ميتسوتاكيس رئيس مجلس الوزراء
- تونس – نجلاء بودن رئيسة الحكومة
- المغرب – عزيز أخنوش رئيس الحكومة
- الجزائر – أيمن بن عبدالرحمن الوزير الأول
- العراق – علي عبدالأمير علاوي نائب رئيس مجلس الوزراء وزير المالية
- روسيا - أليكساندر نوفاك نائب رئيس مجلس الوزراء
- فلسطين - الدكتور رياض الملكي وزير الخارجية والمغتربين
- جيبوتي - محمود علي يوسف وزير الخارجية والتعاون الدولي
- مصر - ياسمين فؤاد وزيرة البيئة
- عُمان – الدكتور سعود بن حمود الحبسي وزير الثروة الزراعية وموارد المياه
- الولايات المتحدة - جون كيري المبعوث الرئاسي لشؤون المناخ
- البرازيل - بينتو البوكير وزير المناجم والطاقة
- موريتانيا -
- إيطاليا -
- الهند -